# Africa Orientale Tedesca
L'Africa Orientale Tedesca (in tedesco Deutsch-Ostafrika) è stata una colonia tedesca nell'Africa orientale, corrispondente agli attuali Stati di Burundi, Ruanda e Tanzania (denominato Tanganica e che non includeva Zanzibar, allora protettorato britannico).

## Storia
La colonia fu fondata nel 1885 e nel 1890 il trattato anglo-tedesco definì i confini della colonia. Cessò di esistere al termine della prima guerra mondiale, quando venne occupata dalle forze britanniche e belghe. Con una superficie di 994.996 km² e una popolazione di circa 7.700.000 abitanti nel 1913, costituiva la colonia più vasta e popolata dell'impero coloniale tedesco.

### Prima guerra mondiale
Durante la campagna militare svoltasi in questa colonia, particolari e degne di nota furono le battaglie di Tanga (1915), del delta del fiume Rufiji (1914-1915), di Songea (1914), la battaglia di Jassin (18 gennaio 1915), di Mahiwa (ottobre 1917) e di Kasama (novembre 1918).
In quasi tutte queste battaglie il Generale Paul Emil von Lettow-Vorbeck vinse con forze minori e peggio equipaggiate, riuscendo sempre, grazie alla sua maggiore abilità nella tattica di guerriglia, a tenere testa al ben più numeroso esercito imperiale britannico. Quando l'11 novembre 1918 il governo tedesco chiese l'armistizio agli Alleati, von Lettow-Vorbeck non era stato ancora sconfitto. Finita la guerra gli inglesi gli concessero la ritirata con l'onore delle armi. In seguito, la conferenza degli Ambasciatori istituì un mandato sulla colonia tedesca, che venne affidata alla Gran Bretagna, fatta eccezione per il Ruanda-Urundi, che fu dato al Belgio alle stesse condizioni. Una piccola striscia di territorio a sud, il cosiddetto Triangolo di Kionga, fu infine annessa al Mozambico portoghese.
Grazie a questa acquisizione il Regno Unito realizzò il tanto agognato sogno del dominio ininterrotto "dal Capo al Cairo" («Cape to Cairo»). Infatti il tragitto sia via strada che via ferrovia (non diretta) dall'Egitto al Sudafrica poteva essere fatto rimanendo esclusivamente in territori britannici. Fu l'unica potenza coloniale europea a raggiungere un tale obiettivo, ovvero quello di una continuità territoriale che andasse da un capo all'altro del Continente.
Sia il Portogallo sia la Francia avevano tra le loro ambizioni un simile progetto per entrambe sulla direttiva est-ovest, ma non raggiunsero l'obiettivo in quanto sulla linea est-ovest si incuneavano i possedimenti britannici che andavano da nord a sud. Nello specifico il Sudan Anglo-Egiziano impediva alla Francia il raggiungimento del Mar Rosso, mentre le due Rhodesie (Settentrionale e Meridionale) impedivano all'Angola portoghese di congiungersi al Mozambico portoghese.

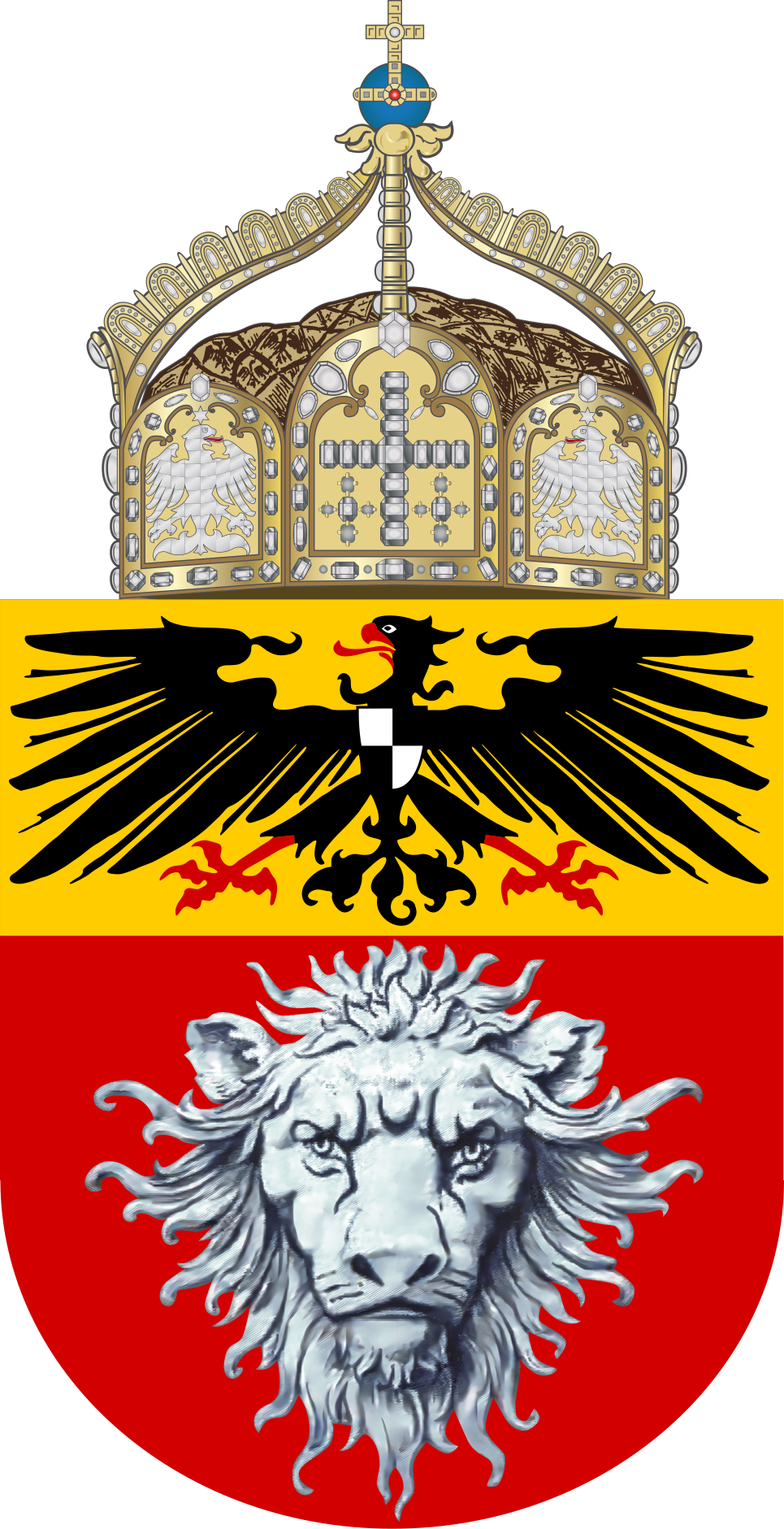
Stemma proposto per l'Africa Orientale tedesca